# Theodore Cressy Skeat
Theodore Cressy Skeat (15 février 1907 - 25 juin 2003) est un paléographe et conservateur de manuscrits. Il est bibliothécaire au British Museum.

## Ouvrages
- H.I. Bell, and T.C. Skeat (eds.), Fragments of an Unknown Gospel and other early Christian papyri, London: Trustees of the British Museum, 1935.
- H.J.M. Milne, and T.C. Skeat, Scribes and Correctors of the Codex Sinaiticus, London: Trustees of the British Museum, 1938.
- C.H. Roberts, and T.C. Skeat, The Birth of the Codex, Oxford University Press, New York – Cambridge 1983.
- T.C. Skeat, The collected Biblical writings of T.C. Skeat, ed. J.K. Elliott, Supplements to Novum Testamentum 113, Leiden and Boston: Brill, 2004.